# Silvia Chimienti
Silvia Chimienti (Torino, 22 dicembre 1985) è una politica italiana.

## Biografia
Dopo il diploma di maturità scientifica nel 2004, si laurea in Lettere classiche nel 2007. Nel novembre 2010 consegue la laurea specialistica in Filologia e Letterature dell'Antichità presso l'Università degli Studi di Torino. Dal 2011 è iscritta al dottorato di ricerca in Antichistica presso l'Università degli Studi di Milano. Insegna italiano e materie letterarie nella scuola secondaria. Nel luglio 2013 consegue l'abilitazione all'insegnamento tramite il Tirocinio Formativo Attivo nella classe di concorso A052, latino, greco e italiano nei licei.
Alle elezioni politiche del 2013 viene eletta deputata della XVII legislatura della Repubblica Italiana nella circoscrizione Piemonte 1 per il Movimento 5 Stelle. Dal 7 maggio 2013 è  della VI commissione permanente Finanze della Camera dei deputati e dal 12 novembre 2013 è membro della XI commissione permanente della Camera Lavoro Pubblico e Privato. Decide di non ricandidarsi alle elezioni politiche del 2018.
Dal 15 dicembre 2019 fa parte del team nazionale (dipartimento) del Movimento 5 Stelle che si occupa di istruzione, ricerca e cultura.